# Tinj
Tinj falu Horvátországban Zára megyében. Közigazgatásilag Benkovachoz tartozik.

## Fekvése
Zárától légvonalban 22, közúton 30 km-re, községközpontjától 15 km-re nyugatra, Dalmácia északi részén, Ravni kotari tájegységen fekszik. Négy településrész tartozik hozzá Gradina, Zagradina, Selo és Varoš. Földje nagyon termékeny, melyet a közelben feltörő bővízű forrásoknak köszönhet.

## Története
A biogradi múzeum több innen előkerült tárgyat is őriz, melyek az újkőkorszaktól, az illír és a római koron át a kora középkorig terjedő időszakból származnak. Ez alapján elmondható, hogy a falu területe már ősidők óta lakott. Első írásos említése 1069-ből IV. Krešimir horvát király egyik okleveléből származik “mons Tini” alakban. Egy középkori négyszögletes toronyvár, Gradina várának maradványai még mindig láthatók itt. Ennek falához támaszkodott egykor a mai is álló középkori eredetű Szent János templom. A várat a régmúltban "Tynun"nak hívták. 1125-ben a biogradi Szent János bencés apátság birtokaként említik, mellyel határosak voltak a zárai Szent Demeter templom birtokai is. Ebben az évben támadta meg és rombolta le a velencei flotta Biograd városát ezért a korábbi biogradi birtokok Zára fennhatósága alá kerültek. 1164-ben Bora a zárai Szent Tamás kolostor apácája azt írja, hogy a Tinj hegyénél fekvő földet már ősidők óta ("ab antiquo tempore") az apátság birtokolja. 1194-ben III. Béla magyar király ítélkezik a vránai templomosok és a biogradi Szent Kozma és Damján kolostor közötti határvitában, melyben a Mátyás nini püspök, Péter spalatói püspök, Damján zárai gróf és a spalatói Grubeša tanúként szerepel. Az okirat az ítélethozatal helyéül a Biograd melletti Tinjt jelöli meg. A neves horvát régész C. F. Bianchi azt írja, hogy Tinj plébániája a legrégibb időkből származik, plébánosát már 1486-ban említik. A település a ciprusi háború (1570-1573) idején került török kézre a közeli Zemunik, Poličnik és Vrčevo váraival együtt. Új birtokosa a török hatalmasság, Ferhad Sokolović bég volt. Tinjt 1579-ben Augustin Valier veronai püspök apostoli vizitátor említi olyan helyként, ahonnan számos Biogradban élő jövevény származik. A török kiűzése után új lakosság érkezett, akik újjáépítették a templomot. 1760-ban amikor Mate Karaman érsek lelkipásztori látogatást tett Tinjben az embereknek a szabadban kellett összegyűlni fogadására, mivel a templom túl kicsinek bizonyult. A falu 1797-ig a Velencei Köztársaság része volt. Miután a francia seregek felszámolták a Velencei Köztársaságot a campo formiói béke értelmében osztrák csapatok szállták meg. 1806-ban a pozsonyi béke alapján az Első Francia Császárság Illír Tartományának része lett. 1815-ben a bécsi kongresszus újra Ausztriának adta, amely a Dalmát Királyság részeként Zárából igazgatta 1918-ig. A településnek 1857-ben 225, 1910-ben 315 lakosa volt. Az első világháború után előbb a Szerb-Horvát-Szlovén Királyság, majd Jugoszlávia része lett. A második világháború idején 1941-ben a szomszédos településekkel együtt Olaszország fennhatósága alá került. Az 1943. szeptemberi olasz kapituláció után újra Jugoszlávia része lett. 1991-ben lakosságának 82 százaléka horvát, 16 százaléka szerb nemzetiségű volt. 1991-ben a település szerb igazgatás alá került és a Krajinai Szerb Köztársaság része lett. Római katolikus templomát a szerbek 1991. szeptember 18-án a földig rombolták. 1995 augusztusában a Vihar hadművelet során foglalta vissza a horvát hadsereg. Szerb lakossága elmenekült. A falunak 2011-ben 530 lakosa volt, akik főként mezőgazdasággal és állattartással foglalkoztak.

## Lakosság
| Lakosság változása | Lakosság változása | Lakosság változása | Lakosság változása | Lakosság változása | Lakosság változása | Lakosság változása | Lakosság változása | Lakosság változása | Lakosság változása | Lakosság változása | Lakosság változása | Lakosság változása | Lakosság változása | Lakosság változása | Lakosság változása |
| ------------------ | ------------------ | ------------------ | ------------------ | ------------------ | ------------------ | ------------------ | ------------------ | ------------------ | ------------------ | ------------------ | ------------------ | ------------------ | ------------------ | ------------------ | ------------------ |
| 1857               | 1869               | 1880               | 1890               | 1900               | 1910               | 1921               | 1931               | 1948               | 1953               | 1961               | 1971               | 1981               | 1991               | 2001               | 2011               |
| 225                | 249                | 198                | 179                | 219                | 315                | 315                | 394                | 534                | 619                | 701                | 784                | 733                | 775                | 551                | 530                |

## Nevezetességei
- Keresztelő Szent János tiszteletére szentelt római katolikus templomát már 1194-ben említik.[7] Ez a templom idővel szűknek bizonyult és 1817-ben alapjain újat kellett építeni. Az új templom egyhajós épület volt, négyszögletes apszissal, nyugati homlokzata az ősi vár falának támaszkodott. Két oltára, harangtornyában pedig két harangja volt, melyeket 1936-ban Zágrábban öntöttek. 1991. szeptember 18-án a jugoszláv néphadsereg által támogatott szerb felkelők lerombolták. A háború után az érsekség anyagi támogatásával építették újjá. Körülötte régi temető található, melynek egyik sírkövén óhorvát növényi ornamentika díszítés látható. A templom közelében áll az 1820-ban épített plébániaház, melyet 1904-ben felújítottak, majd a délszláv háborút követően újjáépítettek.[2]
- Szent Paszkál tiszteletére szentelt új plébániatemploma 1974 és 1976 között épült 19 méter magas harangtoronnyal. Felszentelése papok és hívek sokasága jelenlétében 1976. október 10-én volt. 1991-ben a szerbek ezt a templomot is lerombolták és a háború után nem építették újjá.[2]